# Mikio Naruse
Mikio Naruse (成瀬 巳喜男 Naruse Mikio?, Tokio, 20 de agosto de 1905 – Tokio, 2 de julio de 1969) fue un realizador cinematográfico, escritor y productor japonés, cuya filmografía se extendió a lo largo de tres décadas con una producción que alcanzó los 89 filmes, mudos y sonoros, los cuales suelen englobarse en el género japonés conocido como shomin-geki, a veces asociado al gendai-geki.
Pese a ser comparado con frecuencia con su coetáneo, Yasujirō Ozu, su cine se distingue del de aquel por aproximarse más a un melodrama de marcado pesimismo. La gran mayoría de sus películas eran protagonizadas por mujeres que no encajaban en la sociedad, hecho por el que esta las condenaba al aislamiento y el rechazo. Para encarnar a estas mujeres, Naruse contó con el talento de actrices legendarias tales como Setsuko Hara, Kinuyo Tanaka, Machiko Kyō, Kyōko Kagawa, Haruko Sugimura, Isuzu Yamada y Hideko Takamine, esta última considerada como su musa, con quien realizó 17 de sus películas.
A la sombra de Akira Kurosawa, Kenji Mizoguchi y, el anteriormente mencionado, Yasujiro Ozu, Mikio Naruse es aún un desconocido para el público general, pese a haber producido un cuerpo fílmico igual de importante y de un valor artístico equiparable al de aquellos.
Sus obras más conocidas y reconocidas son Crisantemos tardíos (1954), La voz de la montaña (1954), basada en la novela del Nobel japonés de Yasunari Kawabata, Nubes flotantes (1955), A la deriva (1956), Cuando una mujer sube la escalera (1960), Tormento (1964) y Nubes dispersas (1967).

## Biografía

### Primeros años
Mikio Naruse nació en Tokio en 1905 y fue criado por su hermano y su hermana tras la temprana muerte de sus padres. Entró en el estudio de cine Shochiku de Shirō Kido en la década de 1920 como asistente de equipo ligero y pronto fue asignado al director de comedia Yoshinobu Ikeda. No fue hasta 1930 que se le permitió dirigir una película por su cuenta. Su primera película, la comedia corta Sr. y Sra. Espadachín (Chanbara fūfū), fue editada por Heinosuke Gosho, quien buscaba apoyar al joven cineasta. La película fue considerada un éxito y a Naruse se le permitió dirigir la película romántica Amor puro (Junjo). Ambas películas, como la mayoría de sus primeros trabajos en Shochiku, se consideran perdidas.
El primer trabajo que aún se mantiene de Naruse es el corto Ánimo, hombre (1931), mezcla de comedia y drama doméstico. En 1933-1934, dirigió una serie de melodramas mudos, Lejos de ti, Sueños cotidianos y Callejón sin salida, que se centraban en mujeres enfrentadas a entornos hostiles y responsabilidades prácticas, y demostraban «un considerable virtuosismo estilístico» (Alexander Jacoby). Insatisfecho con las condiciones laborales en Shochiku y los proyectos a los que fue asignado, Naruse dejó el estudio en 1934 y se mudó a los estudios P.C.L. (Photo Chemical Laboratories, que más tarde se convirtió en Tōhō).
Su primera película importante fue la comedia dramática ¡Esposa! ¡Sé como una rosa! (1935). Fue elegida mejor película del año por la revista Kinema Junpō y fue la primera película japonesa en estrenarse en cines en los Estados Unidos (donde no fue bien recibida). La película trata sobre una joven cuyo padre abandonó a su familia por una geisha retirada. Cuando visita a su padre en un remoto pueblo de montaña, resulta que la segunda esposa es mucho más adecuada para él que la primera. Los historiadores del cine han enfatizado la «sensación vivaz y moderna» de la película, su «estilo visual innovador» y sus «actitudes sociales progresistas».
Las películas de Naruse de los años siguientes a menudo son consideradas obras menores por los historiadores del cine, debido en parte a guiones y actuaciones débiles, aunque Jacoby notó la experimentación formal y la actitud escéptica hacia las instituciones del matrimonio y la familia en Avalancha y Melancolía de mujer (ambas de 1937). Naruse luego argumentó que en ese momento no tuvo el coraje de rechazar algunos de los proyectos que le ofrecieron y que sus intentos de compensar el contenido débil con concentración en la técnica no funcionaron.
Durante los años de la guerra, Naruse se ciñó a lo que su biógrafa Catherine Russell denominó «proyectos seguros», incluidas «películas propagandistas» como Sinceridad (1939). A principios de la década de 1940 se produjo el colapso del primer matrimonio de Naruse con Sachiko Chiba, que había protagonizado ¡Esposa! ¡Sé como una rosa! y con quien se había casado en 1936. En 1941 dirigió la comedia Hideko, cobradora de autobús con Hideko Takamine, quien más tarde se convertiría en su actriz protagonista habitual.

### Carrera de posguerra
El almuerzo de 1951 marcó el regreso del director y fue la primera de una serie de adaptaciones de obras de la escritora Fumiko Hayashi, incluidas El relámpago (1952) y Nubes flotantes (1955). Todas estas películas presentaban a mujeres que luchaban contra relaciones amorosas o familiares infelices y recibieron prestigiosos premios cinematográficos nacionales. Crisantemos tardíos (1954), basada en cuentos de Hayashi, se centró en cuatro exgeishas y sus intentos de hacer frente a las restricciones financieras en el Japón de la posguerra. La voz de la montaña (1954), un retrato de un matrimonio que se desmorona, y A la deriva (1956), que sigue el declive de una casa de geishas que alguna vez fue floreciente, se basaron en novelas de Yasunari Kawabata y Aya Kōda.
En la década de 1960, la producción de Naruse disminuyó en número (en parte debido a una enfermedad), mientras que los historiadores del cine detectan al mismo tiempo un aumento del sentimentalismo y «un modo de melodrama más espectacular» (Russell). Cuando una mujer sube la escalera (1960) cuenta la historia de una anfitriona entrada en años de un bar que intenta iniciar su propio negocio, Crónica de una trotamundos (1962) sigue la vida de la escritora Fumiko Hayashi. Su última película fue Nubes dispersas (1967). Dos años después, Naruse murió de cáncer, a los 63 años.
Naruse fue descrito como serio y reticente, e incluso sus colaboradores más cercanos y duraderos, como el director de fotografía Tamai Masao, afirmaron no saber nada sobre él personalmente. Dio muy pocas entrevistas y, según Akira Kurosawa (quien fue ayudante de director en algunas de sus primeras películas), era un director muy seguro de sí mismo que hacía todo él mismo en el set. Hideko Takamine recuerda: «Incluso durante el rodaje de una película, nunca decía si algo era bueno o malo, interesante o trillado. Era un director completamente indiferente. Aparecí en unas veinte de sus películas y, sin embargo, nunca hubo un caso en el que me diera instrucciones de actuación.»

## Estilo
Naruse es conocido por ejemplificar el concepto japonés mono no aware, la toma de conciencia de lo efímero y transitorio de las cosas, realidad frente a la que se adopta una ligera tristeza.
Naruse era tímido y pocos de sus colaboradores más frecuentes lo conocieron bien. Hideko Takamine, su musa, con quien realizó un total de diecisiete películas recordó: "Incluso durante el rodaje de una película, él [Naruse] nunca decía si algo estaba bien o mal, ni si era interesante o estaba trillado. (...) Yo aparecí en alrededor de veinte de sus películas y, sin embargo, no hubo ni un solo momento en el que me diera instrucciones de cómo debía actuar".
Las películas de Naruse se caracterizan por guiones sencillos, con pocos diálogos, una cámara no intrusiva y un diseño de producción discreto. Sus primeras películas poseen un estilo más experimental y expresionista. Se le conoce mejor por el estilo de su trabajo tardío: deliberadamente lento, para magnificar el drama cotidiano de los problemas y tribulaciones de la gente corriente, estilo también caracterizado por otorgar un gran margen a sus actores para que pudiesen retratar matices psicológicos en cada mirada, gesto y movimiento.
Sus protagonistas solían ser mujeres y sus estudios sobre la experiencia femenina abarcaban un amplio espectro de entornos sociales, profesiones y situaciones. El cine de Naruse reconoce a la mujer en su complejidad y en su diversidad. Y aunque Naruse ni su público se identificaron como «feministas», sus películas fueron sumamente críticas con las rígidas normas de género de la sociedad japonesa de la época. Cabe destacar, que un número considerable de sus películas fueron adaptaciones de las novelas de la escritora japonesa Fumiko Hayashi, cuya perspectiva crítica y pesimista coincidía con la de Naruse.
Naruse rodaba de forma económica, empleando técnicas que le permitían ahorrar dinero, como lo era el filmar a cada actor por separado, creando el diálogo en el proceso de posproducción, lo que le permitía utilizar una sola cámara y reducir la cantidad de película utilizada. 

## Filmografía

### Cine mudo
Estos son sus filmes mudos:
| Año  | Título en español                             | Título original           | Director | Guionista | Nota(s)                                       |
| ---- | --------------------------------------------- | ------------------------- | -------- | --------- | --------------------------------------------- |
| 1930 | Sr. y Sra. Espadachín                         | Chanbara fûfu             | Sí       | No        | Perdida                                       |
| 1930 | Amor puro                                     | Junjô                     | Sí       | No        | Perdida                                       |
| 1930 | Tiempos difíciles                             | Fukeiki jidai             | Sí       | No        | Perdida                                       |
| 1930 | Crónica de unos recién casados desvergonzados | Oshikiri shinkonki        | Sí       | No        | Perdida                                       |
| 1930 | La fuerza del amor                            | Ai wa chikara da          | Sí       | No        | Perdida                                       |
| 1931 | No te pongas nervioso                         | Nee kôfun shicha iya yo   | Sí       | No        | Perdida                                       |
| 1931 | Gritos en el segundo piso                     | Nikai no himei            | Sí       | Sí        | Perdida                                       |
| 1931 | Ánimo, hombre                                 | Koshiben ganbare          | Sí       | Sí        |                                               |
| 1931 | Veleidades en el tren                         | Uwaki wa kisha ni notte   | Sí       | Sí        | Perdida                                       |
| 1931 | La fuerza de un bigote                        | Hige no chikara           | Sí       | Sí        | Perdida                                       |
| 1931 | Bajo el techo de los vecinos                  | Tonari no yane no shita   | Sí       | No        | Perdida                                       |
| 1932 | Señoras, cuidado con sus mangas               | Onna wa tamoto wo goyôjin | Sí       | Sí        | Perdida                                       |
| 1932 | Llanto bajo el cielo azul                     | Aozora ni naku            | Sí       | No        | Perdida                                       |
| 1932 | ¡Sé alguien!                                  | Eraku nare                | Sí       | Sí        | Perdida                                       |
| 1932 | Primavera apolillada                          | Mushibameru haru          | Sí       | No        | Perdida                                       |
| 1932 | La chica de los bombones                      | Chokoreeto gaaru          | Sí       | No        | Perdida                                       |
| 1932 | La hija adoptiva                              | Nasanunaka                | Sí       | No        | Primer largometraje que se conserva de Naruse |
| 1932 | El acaramelado paisaje de Tokio               | Kashi no aru Tokyo fukei  | Sí       | No        | Perdida. Cortometraje publicitario            |
| 1933 | Lejos de ti                                   | Kimi to wakarete          | Sí       | Sí        |                                               |
| 1933 | Sueños cotidianos                             | Yogoto no yume            | Sí       | No        |                                               |
| 1933 | El peinado de mi novia                        | Boku no marumage          | Sí       | No        | Perdida                                       |
| 1933 | Dos ojos                                      | Sôbô                      | Sí       | No        | Perdida                                       |
| 1933 | Feliz año nuevo                               | Kingashinnen              | Sí       | No        | Perdida                                       |
| 1934 | Callejón sin salida                           | Kagirinaki hodô           | Sí       | No        |                                               |

### Cine sonoro
A continuación se listan sus filmes sonoros:
| Año  | Título en español                               | Título original                    | Director | Guionista | Nota(s)                                                       |
| ---- | ----------------------------------------------- | ---------------------------------- | -------- | --------- | ------------------------------------------------------------- |
| 1935 | Tres hermanas de corazón puro                   | Otome-gokoro - Sannin-shimai       | Sí       | Sí        | Primera película sonora de Naruse                             |
| 1935 | La actriz y el poeta                            | Joyû to shijin                     | Sí       | No        |                                                               |
| 1935 | ¡Esposa! ¡Sé como una rosa!                     | Tsuma yo bara no yô ni             | Sí       | Sí        |                                                               |
| 1935 | Cinco hombres en el circo                       | Saakasu goningumi                  | Sí       | No        |                                                               |
| 1935 | La mujer en boca de todos                       | Uwasa no musume                    | Sí       | Sí        |                                                               |
| 1936 | Tôchûken Kumoemon                               | Tôchûken Kumoemon                  | Sí       | Sí        |                                                               |
| 1936 | El camino que recorro contigo                   | Kimi to yuku michi                 | Sí       | Sí        |                                                               |
| 1936 | Una calle arbolada por la mañana                | Ashita no namikimichi              | Sí       | Sí        |                                                               |
| 1937 | Melancolía de mujer                             | Nyonin aishû                       | Sí       | Sí        |                                                               |
| 1937 | Avalancha                                       | Nadare                             | Sí       | Sí        |                                                               |
| 1937 | Aprende de la experiencia, Parte I              | Kafuku zempen                      | Sí       | No        |                                                               |
| 1937 | Aprende de la experiencia, Parte II             | Kafuku kôhen                       | Sí       | No        |                                                               |
| 1938 | Tsuruhachi y Tsurujiro                          | Tsuruhachi Tsurujirô               | Sí       | Sí        |                                                               |
| 1939 | Toda la familia trabaja                         | Hataraku ikka                      | Sí       | Sí        |                                                               |
| 1939 | Sinceridad                                      | Magokoro                           | Sí       | Sí        |                                                               |
| 1940 | Actores itinerantes                             | Tabi yakusha                       | Sí       | Sí        |                                                               |
| 1941 | Un rostro querido del pasado                    | Natsukashi no kao                  | Sí       |           | -                                                             |
| 1941 | La luna de Shanghái                             | Shanhai no tsuki                   | Sí       | No        | Sobrevive metraje incompleto                                  |
| 1941 | Hideko, cobradora de autobús                    | Hideko no shashô-sa                | Sí       | Sí        |                                                               |
| 1942 | Una madre nunca muere                           | Haha wa shinazu                    | Sí       | No        |                                                               |
| 1943 | La canción de la linterna                       | Uta-andon                          | Sí       | No        |                                                               |
| 1944 | ¡Qué hermosa es la vida!                        | Tanoshiki kana jinsei              | Sí       | Sí        |                                                               |
| 1944 | El arte del drama                               | Shibaidô                           | Sí       | No        |                                                               |
| 1945 | Hasta el día de la victoria                     | Shôri no hi made                   | Sí       | No        | Perdida                                                       |
| 1945 | Los arqueros del templo de Sanjusangendo        | Sanjûsangen-dô, tôshiya monogatari | Sí       | No        |                                                               |
| 1946 | Un descendiente de Taro Urashima                | Urashima Tarô no kôei              | Sí       | No        |                                                               |
| 1946 | Tú y yo                                         | Ore mo omae mo                     | Sí       | Sí        |                                                               |
| 1947 | Wakare mo tanoshi                               | Wakare mo tanoshi                  | Sí       | No        | Parte de la película de antología Yottsu no kai no monogatari |
| 1947 | La llegada de la primavera                      | Haru no mezame                     | Sí       | Sí        |                                                               |
| 1949 | Chica delincuente                               | Furyô shôjo                        | Sí       | Sí        |                                                               |
| 1950 | Informe sobre la conducta del profesor Ishinaka | Ishinaka sensei gyôjôki            | Sí       | No        |                                                               |
| 1950 | La calle sin piedad                             | Ikari no machi                     | Sí       | Sí        |                                                               |
| 1950 | La bestia blanca                                | Shiroi yajû                        | Sí       | Sí        |                                                               |
| 1950 | Batalla de rosas                                | Bara kassen                        | Sí       | No        |                                                               |
| 1951 | Camareras de Ginza                              | Ginza keshô                        | Sí       | No        |                                                               |
| 1951 | La bailarina                                    | Maihime                            | Sí       | No        |                                                               |
| 1951 | El almuerzo                                     | Meshi                              | Sí       | No        |                                                               |
| 1952 | Okuni y Gohei                                   | Okuni to Gohei                     | Sí       | No        |                                                               |
| 1952 | Madre                                           | Okaasan                            | Sí       | No        |                                                               |
| 1952 | El relámpago                                    | Inazuma                            | Sí       | No        |                                                               |
| 1953 | Marido y mujer                                  | Fûfu                               | Sí       | No        |                                                               |
| 1953 | Esposa                                          | Tsuma                              | Sí       | No        |                                                               |
| 1953 | Hermano y hermana                               | Ani imôto                          | Sí       | No        | También titulada Hermano mayor, hermana menor                 |
| 1954 | La voz de la montaña                            | Yama no oto                        | Sí       | No        |                                                               |
| 1954 | Crisantemos tardíos                             | Bangiku                            | Sí       | No        |                                                               |
| 1955 | Nubes flotantes                                 | Ukigumo                            | Sí       | No        |                                                               |
| 1955 | Las mujeres                                     | Onna doshi                         | Sí       | No        | Parte de la película de antología Kuchizuke                   |
| 1956 | Chaparrón                                       | Shûu                               | Sí       | No        |                                                               |
| 1956 | Secreto de esposa                               | Tsuma no kokoro                    | Sí       | No        |                                                               |
| 1956 | A la deriva                                     | Nagareru                           | Sí       | No        |                                                               |
| 1957 | Una mujer indomable                             | Arakure                            | Sí       | No        |                                                               |
| 1958 | Little Peach                                    | Anzukko                            | Sí       | Sí        |                                                               |
| 1958 | Nubes de verano                                 | Iwashigumo                         | Sí       | No        | Primera película en color de Naruse                           |
| 1959 | El silbido de Kotan                             | Kotan no kuchibue                  | Sí       | No        | Película en color                                             |
| 1960 | Cuando una mujer sube la escalera               | Onna ga kaidan wo agaru toki       | Sí       | No        |                                                               |
| 1960 | Hijas, esposas y una madre                      | Musume tsuma haha                  | Sí       | No        | Película en color                                             |
| 1960 | Corriente nocturna                              | Yoru no nagare                     | Sí       | No        | Película en color. Codirigida con Yuzo Kawashima              |
| 1960 | La llegada del otoño                            | Aki tachinu                        | Sí       | No        | Película en color                                             |
| 1961 | Esposa y mujer                                  | Tsuma to shite onna to shite       | Sí       | No        | Película en color                                             |
| 1962 | El lugar de la mujer                            | Onna no za                         | Sí       | No        |                                                               |
| 1962 | Crónica de una trotamundos                      | Hôrô-ki                            | Sí       | No        |                                                               |
| 1963 | La vida de una mujer                            | Onna no rekishi                    | Sí       | No        |                                                               |
| 1964 | Tormento                                        | Midareru                           | Sí       | No        |                                                               |
| 1966 | El extraño dentro de la mujer                   | Onna no naka ni iru tanin          | Sí       | No        |                                                               |
| 1966 | Delito de fuga                                  | Hikinige                           | Sí       | No        |                                                               |
| 1967 | Nubes dispersas                                 | Midaregumo                         | Sí       | No        | Película en color                                             |

Los títulos que figuran en este apartado de filmografía se han buscado en IMDb, FilmAffinity y Letterboxd.